# Философия сознания

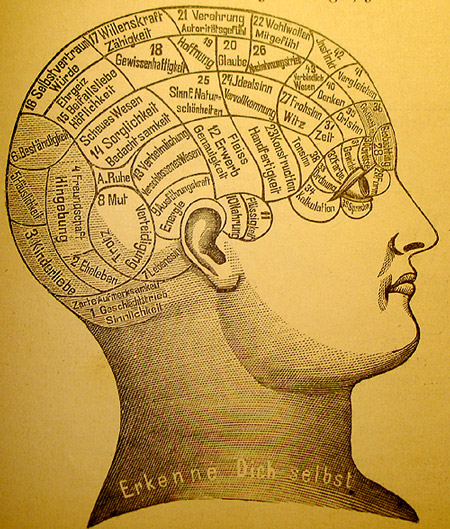
Френологическая «карта сознания». Френология была одной из самых ранних попыток ответить на вопрос о том, что такое разум

Филосо́фия созна́ния — философская дисциплина, предметом изучения которой является природа сознания, а также соотношение сознания и физической реальности (тела).
В XIX веке Артур Шопенгауэр назвал сознание «загвоздкой Вселенной», намекая на то, что тайна сознания остаётся самым тёмным местом во всём корпусе (собрании) человеческого знания.
В XX веке философия сознания становится одним из самых популярных направлений исследований, ежегодно по этой теме выходит огромное количество литературы. Современный американский философ Ричард Рорти даже заявил, что, по его мнению, философия сознания сегодня является единственной действительно полезной философской дисциплиной.
Проблематика философии сознания восходит к античности. Платон и Аристотель являются предшественниками современных дуалистов, поскольку считали, что разум существует как отдельная от материи онтологическая реальность. У истоков традиции монизма стоит другой греческий философ, Парменид, утверждавший, что бытие и мышление едины.
Сознание становится важнейшим объектом изучения философов в Новое время, в концепциях Декарта, Спинозы, Локка и Юма. Сегодня философия сознания развивается в основном в рамках аналитической философии.
Философия сознания имеет не только теоретическое значение.
- Во-первых, от ответа на вопрос о том, что такое сознание, зависит то, какой должна быть научная психология и возможна ли она.
- Во-вторых, теории сознания связаны с этическими и даже правовыми вопросами, такими как вопрос о свободе воли и ответственности человека за свои поступки.
- Наконец, современные теории сознания оказывают существенное влияние на развитие концепции искусственного интеллекта.

Вопрос о соотношении сознания и тела, известный также как психофизическая проблема, нередко считается главной теоретической проблемой философии сознания.

## Психофизическая проблема и пути её решения

### Дуализм. Постановка проблемы

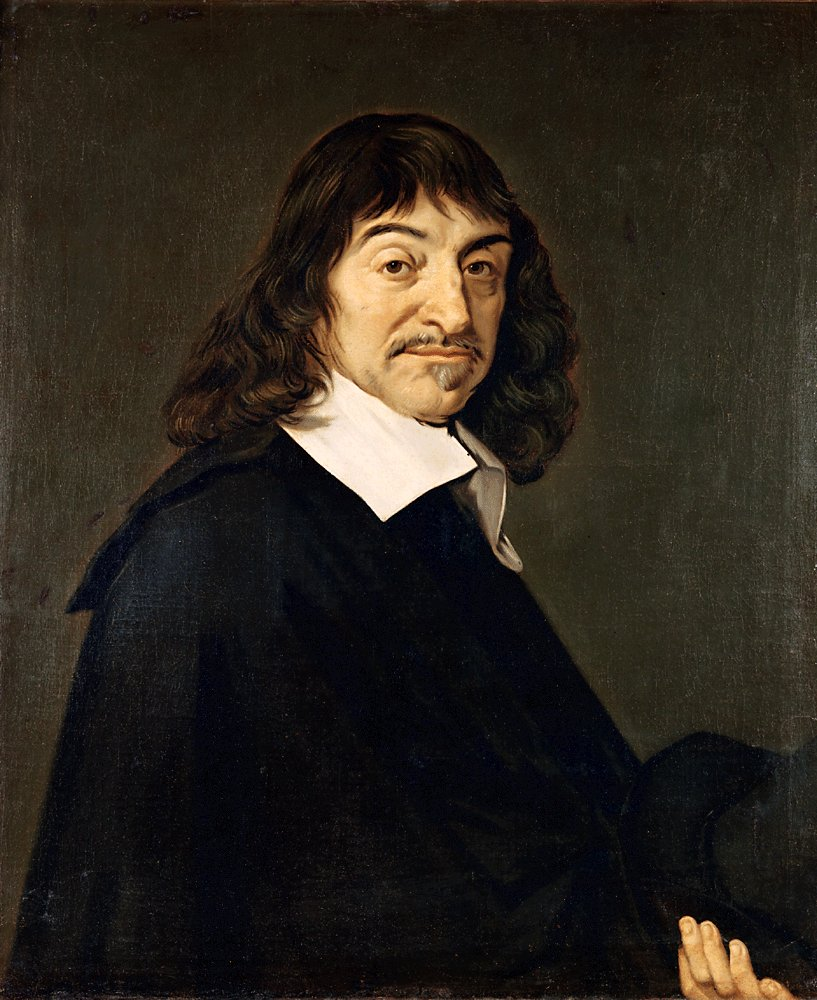
Рене Декарт, основатель новоевропейской философии сознания, сформулировавший психофизическую проблему, главный представитель дуализма

В классическом виде психофизическая проблема была сформулирована французским мыслителем XVII века Рене Декартом. Декарт считал, что мир состоит из двух родов субстанций: материальных и духовных. При этом основным атрибутом материи является протяжённость, а основным атрибутом духа — мышление. С этой точки зрения, человек представляет собой сочетание протяжённого тела и мыслящего духа. Такая позиция стала известна как психофизический дуализм. Психофизическая проблема в постановке Декарта формулируется так:
 Как в человеке соотносятся его тело и дух, каким образом они коррелируют друг с другом?

### Современное состояние проблемы
В современной философии психофизическая проблема определяется как вопрос о соотношении ментальных состояний (наших мыслей, желаний, чувств и т. п.) и физических состояний мозга.
Существует 2 основных направления решения психофизической проблемы — это дуализм и монизм. Первый исходит из предположения о том, что сознание обладает особой природой, принципиально несводимой к физической материальной реальности. Существует несколько вариантов дуализма.
Монизм исторически имеет три разновидности:
- идеалистическую,
- материалистическую,
- а также нейтральную.

В современной философии идеалистическая разновидность монизма, утверждающая, что материальная действительность порождается активностью некоторых идеальных форм (человеческого сознания или Бога), представлена слабо. В основном она разделяется некоторыми представителями религиозной философии.
Нейтральный монизм также распространён мало. Его представители считают, что в основании и материи, и сознания лежит некоторая третья, нейтральная реальность.
Материалистическая версия монизма, в свою очередь, утверждает, что сознание является элементом материальной действительности. Другими словами, существует только мозг, а сознание является его порождением. В современной философии существует несколько вариантов материалистического монизма.
Основной аргумент в пользу дуализма просто апеллирует к здравому смыслу большинства людей. Если спросить, что такое сознание, то многие скажут, что это нечто тождественное их «Я», или душе, или иной подобной сущности, но при этом наверняка откажутся от идеи, согласно которой сознание — это просто мозг или его часть. Некоторые современные философы сравнивают подобные интуиции здравого смысла с убеждением в том, что Земля имеет плоскую форму. Интуитивно это представляется очевидным, но наука давно доказала ошибочность такой точки зрения.
Более современный аргумент в поддержку дуализма состоит в том, что ментальное и физическое имеют весьма различные и, возможно, несовместимые свойства. Ментальные события имеют определённое субъективное качество (см. квалиа), в то время как физические события подобного качества не имеют. Мы можем чувствовать определённую боль, видеть определённый знакомый оттенок синего и т. п. Тезис дуалистов состоит в том, что подобные вещи не могут быть редуцированы к чему-то физическому.
В современной аналитической философии выделяются два основных вида дуализма. Классический субстанциональный дуализм вслед за Декартом утверждает, что сознание и материя существуют полностью независимо друг от друга. Более молодая теория, дуализм свойств, считает, что хотя существует лишь одна субстанция или одна реальность (материальная), сознание, тем не менее, связано с набором нередуцируемых к материальной реальности свойств, которые эмерджентно порождаются на основе материальных систем (мозга).

### Интеракционизм
Интеракционистский дуализм, или просто интеракционизм, — это разновидность дуализма, которая восходит к концепции Декарта. В XX веке эту теорию защищали Карл Поппер и Джон Экклз. Интеракционизм предполагает, что ментальные состояния, такие как мысли и желания, каузально взаимодействуют с физическими состояниями.
Классический аргумент Декарта в поддержку интеракционизма можно сформулировать следующим образом: мы имеем ясную и отчётливую идею сознания как мыслящей вещи, которая не является протяженной в пространстве, и мы также имеем ясную и отчётливую идею протяжённого тела. Поэтому сознание и тело не могут быть идентичными, поскольку они имеют радикально различные свойства. В то же время, очевидно, что наши ментальные состояния (мысли, желания и т. п.) каузально влияют на наши тела и наоборот. Когда ребёнок дотрагивается до горячего чайника (физическое событие), что причиняет ему боль (ментальное событие), он учится быть осторожным с подобными вещами (ещё одно ментальное событие) и так далее.
Главной предпосылкой аргументов Декарта является то, что «ясные и отчётливые идеи» в нашем сознании с необходимостью являются истинными. Более того, наш разум полностью доступен нам (мы имеем так называемый привилегированный доступ к собственному сознанию). Однако большинство современных философов не считают подобные взгляды самоочевидными, особенно после работ Фрейда (который показал, что внешний наблюдатель-психолог может понять бессознательную мотивацию человека лучше, чем он сам), П. Дюэма (философ науки может понимать методы научного открытия лучше, чем сам ученый), Малиновского (антрополог может знать привычки и навыки человека лучше, чем он сам), а также специалистов по теории восприятия. Все они показали, что идея привилегированного и идеального доступа к нашему собственному сознанию является достаточно спорной.

### Другие классические виды дуализма
Существует несколько других форм дуализма, которые возникли, как дальнейшее развитие идей Декарта.
- Теория психофизического параллелизма, согласно которой сознание и тело, имеющие различные онтологические статусы, не оказывают каузального влияния друг на друга, но развиваются параллельно, причем их взаимодействие лишь представляется нам. Эту теорию отстаивал Лейбниц. Он утверждал, что между ментальным и физическим существует гармония, поддерживаемая Богом (см. Предустановленная гармония).

- Окказионализм, представленный французским последователем Декарта Мальбраншем, который предполагал, что отношения между физическими событиями или между физическими и ментальными событиями на самом деле не являются каузальными. С точки зрения Мальбранша, причины в каждом конкретном случае связаны со своими следствиями при помощи непосредственного божественного вмешательства.

### Дуализм свойств
Дуализм свойств предполагает, что когда материя организована определённым способом (то есть так, как организовано человеческое тело), в ней возникают ментальные свойства. Дуализм свойств, таким образом, является ветвью эмерджентного материализма. Эмерджентные свойства имеют независимый онтологический статус и не могут быть редуцированы или объяснены в терминах той физической основы, из которой они возникают. В современной философии подобную теорию развивает Дэвид Чалмерс.

### Монизм
В отличие от дуализма монизм утверждает, что существует только одна фундаментальная субстанция. Большинство современных монистических теорий — материалистические, или натуралистические. Натуралистический монизм (или просто научный натурализм) предполагает, что единственной существующей реальностью является та, которая описывается современной естественной наукой. Другими словами, современная наука описывает мир полным и исчерпывающим способом. Существует несколько разных подходов к решению проблемы сознания в рамках этой общей установки.
Идеалистический монизм (идеализм), полагающий сознание или дух первичными по отношению к материи, не пользуется большой популярностью среди современных философов. Однако в начале XX века он в течение короткого времени был распространен среди позитивистов в разновидности феноменализма. Последний представляет собой теорию, согласно которой существуют только репрезентации (или чувственные данные) внешних объектов в наших сознаниях, но не сами эти объекты. Такой взгляд, в частности, был характерен для ранней философии Бертрана Рассела.
Ещё одна возможная позиция сводится к тому, что существует некоторая первичная субстанция, которая не является ни физической, ни ментальной. С этой точки зрения и ментальное и физическое — это свойства такой нейтральной субстанции. Подобную точку зрения в истории философии впервые сформулировал Бенедикт Спиноза, в XX веке её также развивал Бертран Рассел, благодаря которому она стала известна как нейтральный монизм.
Ниже будут обсуждаться только основные разновидности натуралистического монизма.

#### Эпифеноменализм
Эпифеноменализм утверждает, что ментальные феномены не могут быть источником каузального воздействия. Физические события могут влиять на другие физические события, а также на ментальные события, но ментальные события не могут каузально влиять на что-либо, поскольку они всего лишь инертные субпродукты (эпифеномены) физической реальности.

#### Психологический бихевиоризм
Психологический бихевиоризм выступал доминирующим направлением аналитической философии сознания на протяжении большей части XX века. В психологии бихевиоризм стал реакцией на неадекватность интроспекционизма. Интроспективные отчёты о чьей-либо ментальной жизни не могут быть предметом экспериментального исследования, и на их основе нельзя делать корректных обобщений. Поэтому интроспекция несовместима со стандартным научным методом. Выход для психологии, как это представлялось бихевиористам, состоял в том, чтобы отказаться от идеи внутренней ментальной жизни (и, следовательно, онтологически независимого сознания), сосредоточившись на описании наблюдаемого поведения.
Параллельно с таким развитием психологии развивались идеи философского или логического бихевиоризма. Его идеи характеризовались последовательным верификационизмом и рассматривали неверифицируемые предложения о внутренней ментальной жизни как бессмысленные. С точки зрения философов-бихевиористов ментальные предложения на самом деле являются одним из способов описания поведения, а также диспозиций к поведению. Они формулируются внешними наблюдателями для того, чтобы объяснять и предсказывать поведение других агентов.
Психологический бихевиоризм, главным представителем которого был Б. Ф. Скиннер, начал выходить из моды в 50—60 годы XX века с возникновением когнитивизма.

#### Теория тождества
Физикализм теории тождества, который впервые постулировали Джон Смарт и Юллин Плэйс, стал непосредственной реакцией на неудачу бихевиоризма. Эта теория утверждала, что некоторое ментальное состояние буквально тождественно определённому состоянию мозга.
Теория тождества встретила несколько критических аргументов, одним из самых известных из них является аргумент Хилари Патнема о множественной реализации. Очевидно, что, например, боль могут испытывать не только люди, но и амфибии. С другой стороны, крайне маловероятно, что все различные организмы, которые испытывают боль, способны находиться в идентичном физическом состоянии мозга. Поэтому боль не может быть идентична некоторому состоянию мозга, а теория тождества не находит эмпирического подтверждения.

#### Элиминативный материализм
Элиминативный материализм является наиболее радикальной формой физикализма. Сторонники этой теории считают, что все ментальные состояния — это объекты, которые постулируются ложной эмпирической теорией, так называемой житейской психологией (folk psychology). И подобно тому, как современная наука отказалась от других ложных теорий, таких как, например, концепция флогистона, она должна отказаться и от житейской психологии. Отказ от последней будет означать и отказ от всех ментальных сущностей. Вопрос о соотношении сознания и тела, таким образом, окажется псевдопроблемой: существуют только те объекты, которые признаются работающими научными теориями.
Ранние идеи элиминативизма высказывали Ричард Рорти, Уилфрид Селларс, Уиллард Куайн и Пол Фейерабенд.
Современными сторонниками элиминативизма являются Пол и Патриция Черчленд.

#### Функционализм

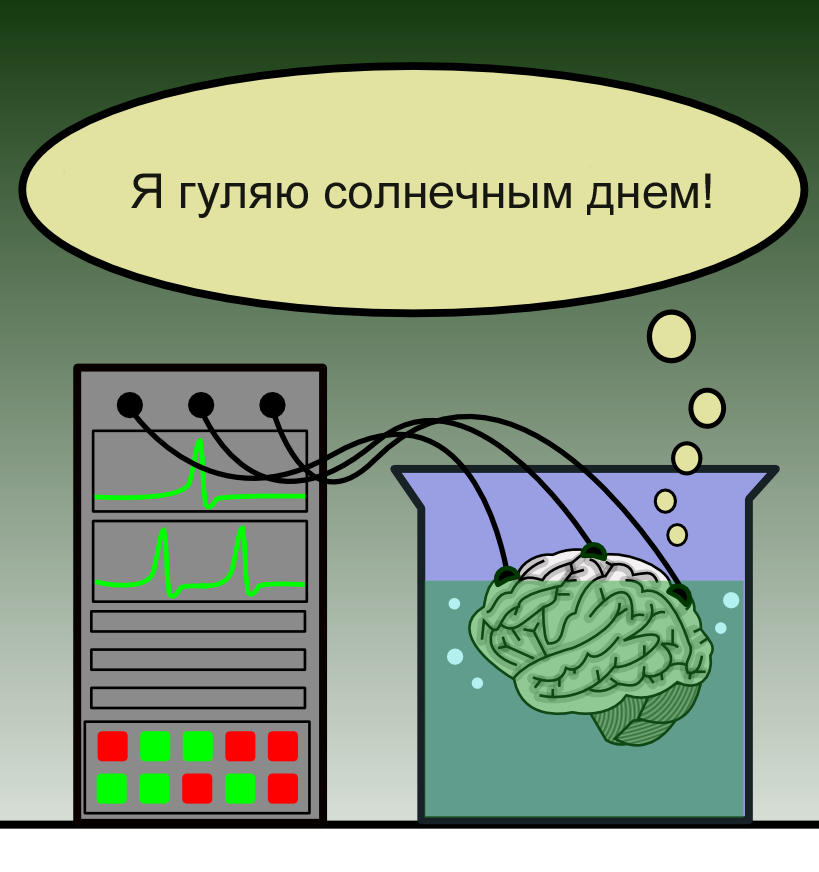
Мозги в бочке, один из классических мысленных экспериментов, обсуждающихся в современной философии сознания

Функционализм — это теория, согласно которой иметь ментальное состояние — значит быть в некотором функциональном состоянии. Функциональное состояние фиксируется благодаря совокупности каузальных отношений, поэтому если система находится в некотором функциональном состоянии, это означает, что она определяется совокупностью причин «на входе» и следствий «на выходе». Соответственно, если речь идёт о сознании, то его функциональное состояние определяется сенсорными данными и результирующим поведением.
Главный тезис функционализма состоит в том, что одни и те же функциональные состояния могут быть реализованы на принципиально различных физических системах. Подобно тому как, например, часы могут быть аналоговыми или цифровыми, но при этом выполнять одну и ту же функцию, функцию сознания могут выполнять не только органические системы (мозг), но и, например, компьютеры.
К функционалистам можно отнести Дэвида Льюса, Хилари Патнема, Дэниела Деннета и Д. И. Дубровского.

#### Аномальный монизм
Аномальный монизм разработан американским философом Дональдом Дэвидсоном в 70-е годы XX века. Эта теория предполагает, что хотя существует лишь один вид реальности — материальная и, соответственно, лишь один вид событий — физические (в том числе события в мозге), существует множество способов описывать и интерпретировать эти факты. Одной из интерпретаций и является менталистский словарь, описывающий поведение человека в психологических терминах.

### Критика психофизической проблемы с позиций лингвистической философии
На сегодняшний день не существует общепризнанного решения психофизической проблемы. Некоторые философы считают, что это не случайно, поскольку в самом вопросе о соотношении сознания и тела содержится ошибка. Такие философы говорят, что психофизическая проблема является псевдопроблемой. В рамках аналитической философии подобную позицию занимают, в основном, последователи Людвига Витгенштейна, который, в свою очередь, считал, что все философские проблемы на самом деле являются всего лишь лингвистическими головоломками.
Критики психофизической проблемы указывают, что неверно спрашивать, как ментальные и биологические состояния соотносятся друг с другом. Нужно просто признать, что люди могут описываться разными способами — например, в рамках ментального (психологического) или биологического словарей. Псевдопроблемы возникают, когда мы пытаемся описать один словарь в терминах другого, или когда ментальный словарь используется в неверном контексте. Нечто подобное происходит, например, когда кто-то пытается искать ментальные состояния в мозге. Мозг — это просто неверный контекст для использования менталистского словаря, поэтому поиск ментальных состояний в мозге является категориальной ошибкой.
Подобной точки зрения на психофизическую проблему придерживаются многие представители логического бихевиоризма (например, Гилберт Райл), а также функционализма (Хилари Патнем).

### Скептицизм в отношении психофизической проблемы
Другие мыслители считают, что хотя проблема соотношения тела и сознания сформулирована корректно, мы принципиально не способны дать на неё удовлетворительный ответ. Например, Колин Макгинн считает, что вопрос о природе сознания вообще лежит за пределами наших когнитивных способностей. Каждый биологический вид имеет определённые ограничения. Например, собаки не в состоянии доказать теорему Пифагора. Точно так же люди не в состоянии создать удовлетворительной теории сознания.
Другой философ, Томас Нагель, считает, что подобный скептицизм Макгинна слишком радикален. Дело не в ограниченности нашей биологической природы, а в том, что сознание нельзя исследовать стандартными научными методами. Наука пытается построить полностью объективную картину действительности, устранив все конкретные субъективные «точки зрения» на мир. Поэтому сознание принципиально ускользает из поля зрения учёных. Более того, когда мы изучаем сознание, то исследователь сам является частью предмета своего изучения. Сознание, таким образом, есть условие возможности науки и не может быть её предметом. Доказывая подобную точку зрения, Нагель предложил задаться вопросом о том, что значит быть летучей мышью: на что похож субъективный опыт существа, ориентирующегося в пространстве при помощи радара? Ответить на этот вопрос наука не может, и точно так же она не способна понять природу «обычного» человеческого сознания. Статья Нагеля «Что значит быть летучей мышью?» стала предметом обширной полемики в современной философии.

## Натурализм в философии сознания и его проблемы
Научный натурализм в философии сознания сталкивается с фундаментальной проблемой: сознание имеет определённые свойства, которые, по крайней мере на первый взгляд, невозможно объяснить в физических терминах. Натурализм, таким образом, должен объяснить, каким образом эти свойства возможны. Этот проект часто называют «натурализацией сознания». На его пути стоят две главные проблемы — это интенциональность и так называемая qualia.

### Интенциональность
Интенциональность определяется как направленность ментальных состояний (наших мыслей, желаний и т. п.) на некоторый объект, в том числе во внешнем мире. Наличие у ментальных состояний такого свойства означает, что они имеют некоторое содержание и семантические референты, а значит такому содержанию можно приписывать истинность или ложность. Когда мы пытаемся редуцировать эти состояния к физической реальности, возникает следующая проблема: физическая реальность не может быть истинной или ложной, она просто есть. Возможность приписывать значения истинности содержаниям ментальных состояний означает, что они направлены на некоторые факты. Например, мысль о том, что Геродот был историком, указывает на Геродота и на тот факт, что он был историком. Но как осуществляется такое отношение между мыслью и фактом? Ведь в мозге существуют только электрохимические процессы, которые ничем не напоминают о Геродоте.

### Квалиа
Квалиа — это некоторое качественное субъективное переживание, которое мы испытываем. Различные ментальные состояния субъективно по-разному переживаются разными людьми. Например, некоторым людям нравится вкус ментолового мороженого, в то время как другим — нет. Как можно объяснить это различие в терминах естественных наук? Как вообще можно зафиксировать то, каким нам представляется вкус мороженого?

## Философия сознания и наука
Поскольку люди имеют тела, они являются частью физической и биологической реальности. В этом статусе они являются предметом изучения естественных наук. И так как ментальные процессы не являются независимыми от тела, то описания человека в естественных науках непосредственно влияют на философию сознания. Точно так же философия сознания создает концептуальные схемы для некоторых молодых наук. Существует несколько научных дисциплин, которые релевантны философии сознания. Они включают в себя биологию, информатику, когнитивную науку, кибернетику, лингвистику и психологию.

### Нейробиология
Биология, как и все современные естественные науки, опирается на материалистическую картину мира. Объектом изучения нейробиологии, как раздела биологии, являются физические процессы, которые рассматриваются в качестве оснований ментальной деятельности и поведения. Прогресс биологии в изучении и объяснении ментальных феноменов зафиксирован, в частности, в отсутствии эмпирических опровержений её фундаментальной предпосылки: «изменения в ментальных состояниях субъекта невозможны без изменений в состояниях его мозга».
В рамках нейробиологии существует большое количество разделов, которые изучают отношения между ментальными и физическими состояниями и процессами.
- Сенсорная нейрофизиология изучает отношения между процессом восприятия и раздражения.
- Когнитивная нейронаука изучает корреляции между ментальными и нейронными процессами.
- Нейрофизиология описывает зависимость ментальных способностей от анатомических отделов мозга.
- Наконец, эволюционная биология изучает генезис человеческой нервной системы, и, в той степени, насколько она является основанием сознания, также описывает онтогенетическое и филогенетическое развитие ментальных феноменов, начиная с их самых примитивных стадий.

Методологические находки нейронауки, в частности введение высокотехнологичных процедур создания нейронных карт, толкают учёных на разработку всё более амбициозных исследовательских программ. Одной из них является максимально полное описание нейронных процессов, которые коррелировали бы с ментальными функциями. Однако некоторые нейробиологи, в том числе соавтор Карла Поппера Джон Экклз, отрицают возможность «редукции» ментальных феноменов к процессам в центральной нервной системе. Кроме того, если эта редукция и будет осуществлена, проблема данности личного, субъективного мира человека постороннему исследователю пока даже теоретически не имеет решения.

### Информатика
Информатика изучает автоматизированную обработку информации при помощи компьютеров. С тех пор как последние существуют, программисты способны создавать такие программы, которые позволяют компьютерам выполнять задачи, для решения которых биологическим существам потребовалось бы наличие разумного сознания. Простейший пример — это выполнение арифметических операций. Однако очевидно, что умножая числа, компьютеры не используют сознание. Может ли у них однажды появиться нечто, что мы могли бы назвать сознанием? Этот вопрос вынесен сегодня в заголовки многочисленных философских дебатов, связанных с исследованиями в области искусственного интеллекта.
Джон Сёрль предложил различать «слабый» и «сильный» искусственный интеллект. Главная цель «слабого» состоит в построении успешного моделирования ментальных состояний, которое не предполагает наделение компьютеров подлинным сознанием. Цель «сильного» искусственного интеллекта, напротив, заключается в построении компьютерной системы, которая была бы столь же сознательной, как и человек. Последняя программа восходит к идеям британского математика Алана Тьюринга. Отвечая на вопрос о том, могут ли машины мыслить, он сформулировал знаменитый тест Тьюринга. Тьюринг считал, что мы можем говорить о том, что компьютер «мыслит», если не можем отличить ответы компьютера, полученные в ходе анонимного диалога через компьютерный терминал, от ответов людей. Существенным здесь является то, что взгляды Тьюринга на природу разума были бихевиористскими: разумна та система, которая ведёт себя, как разумная. Критика теста Тьюринга весьма обширна. Одним из наиболее известных аргументов против него является мысленный эксперимент «Китайская комната», предложенный Джоном Сёрлом.
Вопрос о том, могут ли компьютеры чувствовать (иметь qualia) также остаётся открытым. Некоторые учёные считают, что исследования в области искусственного интеллекта могут существенно приблизить нас к решению психофизической проблемы. Они убеждены, что отношения между сознанием и мозгом могут быть описаны по модели отношений между программным обеспечением (software) и аппаратной частью компьютера (hardware).

## Значение философии сознания
Существует множество проблем, которые поднимаются в связи с нашими ответами на вопрос о том, что такое сознание. Типичные примеры — это природа смерти и возможность бессмертия, природа эмоций, восприятия и памяти. Что такое личность и в чём состоит её идентичность и уникальность — вот ещё одна из таких проблем. Но особой популярностью в современной философии пользуются темы свободы воли и понятия «самости».

### Проблема свободы воли
В контексте философии сознания вопрос о существовании свободы воли приобретает новое значение. В первую очередь это касается детерминистических монистов и материалистов, которые считают, что сознание является частью физической реальности. Согласно этой позиции, мир (и сознание как его часть) полностью подчиняется законам, устанавливаемым естественными науками. Ментальные состояния и, следовательно, воля, являются в конечном счёте некоторыми физическими состояниями, организованными в соответствии с этими законами. В таком случае поведение человека полностью определено законами физики. Следовательно, человек не может быть свободным.
Эта аргументация отвергается частью детерминистов. Они убеждены, что на вопрос о том, являемся ли мы свободными, можно отвечать лишь после того, как мы точно определим смысл понятия «свобода». Противоположностью «свободы» является не «причинность», но «принуждение». Поэтому не стоит отождествлять свободу с индетерминизмом. Действие является свободным в том случае, если агент мог поступить иначе, если бы принял иное решение. В этом смысле человек может быть свободным даже в том случае, если тезис детерминизма является истинным. Подобную позицию в истории философии занимал Дэвид Юм. Сегодня такая точка зрения отстаивается, например, Дэниелом Деннетом.
С другой стороны, многие философы считают, что тезис о совместимости детерминизма и свободы является ложным, поскольку люди свободны в некотором более сильном смысле. Такие философы убеждены, что мир не может полностью подчиняться физическим законам (по крайней мере им не может подчиняться наше сознание) и, таким образом, потенциально мы можем быть свободными. Самым известным мыслителем, который разделял такую точку зрения, был Иммануил Кант. Его критики указывали на то, что он использует некорректное понятие свободы. Они рассуждали следующим образом. Если наша воля не детерминирована ничем, то мы хотим того, чего мы хотим, в силу чистой случайности. А если наши желания случайны, мы не являемся свободными. Так что если наша воля ничем не детерминирована, мы не свободны. На это сторонники Канта возражали, что подобная критика основана на неверной интерпретации кантовской этики, в которой подлинная свобода есть результат исполнения долга, предписываемого практическим разумом.

## Философия сознания за пределами аналитической философии
Основной вклад в современную философию сознания внесла традиция аналитической философии, распространённой, главным образом, в англоязычных странах. Однако философия сознания разрабатывалась также в рамках других направлений в философии.
Их характерной особенностью был отказ от психофизической проблемы, как главного направления исследования. Большинство из этих традиций, таких как феноменология или экзистенциализм, предполагали непосредственный анализ сознания так, как оно дано нам в опыте. В отличие от аналитической философии сознания эти традиции, как правило, не уделяли большого внимания научным методам исследования и логическому анализу языка.

### Феноменология и экзистенциализм
В XX веке складывается две главных школы, которые являются своеобразным ответом Гегелю. Это феноменология и экзистенциализм. Основатель феноменологии Эдмунд Гуссерль считал, что философия, как наука, должна начинаться с изучения структуры опыта человеческого сознания. Экзистенциализм, одним из главных представителей которого был французский философ Жан-Поль Сартр, акцентировал внимание на уникальных переживаниях, в которые погружена человеческая личность, и на том, как сознание оперирует этими переживаниями.
В последние десятилетия появляются теории, которые постулируют необходимость конвергенции всех основных традиций изучения философии сознания.

### Отечественная философия сознания

#### Философия сознания в СССР
В отличие от аналитической философии, а также от феноменологии и экзистенциализма, советская философия сознания была сконцентрирована, главным образом, не на решении психофизической проблемы или проблемы описания структур сознания, а на анализе процесса познания и творческого изменения реальности. Теория сознания, таким образом, была интегрирована в методологию науки и социальную философию.
Развитие философии сознания в СССР характеризовалось двумя противоречивыми тенденциями. С одной стороны, существовала официальная марксистская ортодоксия, предлагавшая в качестве единственно верной теоретической модели сознания концепцию отражения, сформулированную Лениным. С другой стороны, послевоенное развитие науки и традиции отечественной психологии позволило создать достаточно оригинальную отечественную традицию изучения сознания на пересечении науки и философии.